# Mohammad Khazaï
Mohammad Khazaï (en persan : محمد خزاعی), né le 12 avril 1953 à Kachmar (Iran), est un homme politique et diplomate iranien,,,.